# Crédit Agricole Carispezia
Crédit Agricole Carispezia S.p.A. (già nota come Carispezia S.p.A., in origine Cassa di Risparmio della Spezia) è stato un istituto bancario italiano fondato nel 1842, con sede a La Spezia. 

La banca è stata fusa nella capogruppo Crédit Agricole Italia. Crédit Agricole Carispezia è stata controllata, insieme a Crédit Agricole FriulAdria, da Crédit Agricole Italia, divisione italiana del Gruppo francese Crédit Agricole.

## Storia

### Le origini
La Cassa di Risparmio della Spezia fu fondata il 28 giugno 1842 nella città ligure, allora parte del Regno di Sardegna, con rescritto del re Carlo Alberto di Savoia. 

L’istituto nasceva come emanazione dell’Ospizio di Sant’Andrea, con l’intento di finanziare il già esistente Monte di Pietà. Solo dal 1874, infatti, l’istituto iniziò a erogare credito.

Inizialmente ospitata presso l’Ospizio, la Cassa si trasferì dapprima nella palazzina Righetti, poi nel Palazzo Crozza e, nel 1926, trovò infine sistemazione presso Palazzo Biassa, che ancora oggi ospita la sede centrale.
A cavallo tra le due guerre, la Cassa di Risparmio della Spezia vide aumentare le proprie dimensioni: i dipendenti passarono da 20 nel 1924 a 146 nel 1936.
Al termine della seconda guerra mondiale la banca, nonostante gli eventi bellici che avevano duramente colpito il territorio spezzino, vide crescere i depositi (che passarono da 54 milioni di lire nel 1944 a 185 milioni di lire nel 1945) e le attività di erogazione di crediti in favore di imprese ed enti pubblici allo scopo di favorire la ricostruzione post-bellica.

### Gli anni '90
Nel 1992, in seguito alla riforma del sistema bancario delineata dalla legge Amato, l’istituto viene scorporato dando origine alla nuova Cassa di Risparmio in forma di società per azioni e all’omonima fondazione, che ne deteneva interamente il capitale.
Alla fine del 1994, dall’iniziativa di Cariplo nasce Carinord Holding, finanziaria che controlla la Cassa di Risparmio della Spezia per il 68,19%. Nel 2000, tale quota viene ceduta alla neocostituita Banca Intesa, mentre la Fondazione Carispezia continua a detenere il capitale restante. Nell’ambito della stessa operazione, la holding viene divisa in Carinord 1 e Carinord 2, con quest’ultima che controlla Carispezia.
Nel 2003 Banca Intesa esce dalla holding, cedendo la propria partecipazione alla Cassa di Risparmio di Firenze, che diventa così proprietaria di Carispezia.
Nel 2007, la partecipazione della Cassa di Risparmio di Firenze aumenta, arrivando all’80% del capitale di Carispezia, grazie all’acquisizione di un’ulteriore quota pari a circa il 12% dalla Fondazione Cassa di Risparmio della Spezia.
Nel 2008, con lo scioglimento del Gruppo Banca CR di Firenze, Carispezia passa al Gruppo Intesa Sanpaolo.

### Il passaggio a Crédit Agricole
Nel 2010 Crédit Agricole acquisisce, per 740 milioni di euro, la partecipazione di Intesa Sanpaolo in Cassa di Risparmio della Spezia (pari all’80% del capitale), oltre a 96 filiali del Gruppo. La banca entra così nel Gruppo Crédit Agricole Italia, che vede Cariparma in veste di capogruppo.
Dal 2018 il direttore generale è Gianluca Borrelli, che ha preso il posto di Carlo Piana passato a Crédit Agricole FriulAdria.
Dal 21 luglio 2019 è stata fusa per incorporazione nella capogruppo italiana Crédit Agricole Italia.

## Dati societari
- Ragione sociale: Crédit Agricole Carispezia S.p.A.
- Sede legale: Corso Cavour, 86 –19121 La Spezia
- Partita IVA e Codice fiscale: 00057340119
- Capitale sociale: 119.800.068,24 di €

## Consiglio di amministrazione[16]
- Presidente: Andrea Corradino
- Vice Presidente: Ariberto Fassati
- Consigliere: Ivana Bonnet Zivcevic
- Consigliere: Guido Corradi
- Consigliere: Cristiano Ghirlanda
- Consigliere: Jean-Philippe Laval
- Consigliere: Giampiero Maioli
- Consigliere: Jean-Paul Mazoyer
- Consigliere: Paolo Pierantoni
- Consigliere: Ugo Salerno
- Consigliere: Andrée Bennati Samat
- Consigliere: Roberto Zangani

## Azionisti
- Crédit Agricole S.A. - 80,00%[17]
- Fondazione Carispezia - 20,00%[6]

## Dati finanziari[18]
| Anno | Proventi operativi netti (in migliaia di €) | Utile di esercizio (in migliaia di €) | Totale dell'attivo (in migliaia di €) | Patrimonio netto (in migliaia di €) |
| ---- | ------------------------------------------- | ------------------------------------- | ------------------------------------- | ----------------------------------- |
| 2018 | 155.082                                     | 35.026                                | 3.811.869                             | 200.368                             |
| 2017 | 152.878                                     | 30.056                                | 3.882,762                             | 222.473                             |
| 2016 | 150.184                                     | 23.704                                | 3.798,640                             | 213.414                             |
| 2015 | 151.634                                     | 26.651                                | 3.424,827                             | 218.090                             |
| 2014 | 131.841                                     | 21.050                                | 3.444,965                             | 209.330                             |
| 2013 | 109.825                                     | 14.376                                | 2.684,775                             | 184.767                             |
| 2012 | 103.654                                     | 11.659                                | 2.627,994                             | 181.785                             |
| 2011 | 103.066                                     | 8.187                                 | 2.217,429                             | 186.805                             |